# Титан (сателит)
Титан или Сатурн VI је Сатурнов највећи месец и једини познати месец који има густу атмосферу, и једино небеско тело, изузев Земље, на којем је уочено стално присуство течности на површини.
Титан је други сателит по величини у Сунчевом систему, после Јупитеровог Ганимеда.

## Откриће
Титан је открио 25. марта 1655. године холандски астроном Кристијан Хајгенс. Хајгенс је био инспирисан Галилеовим отркићем Јупитерова четири највећа месеца 1610. године и његовим побољшањима телескопске технологије. Кристијан је уз помоћ његовог старијег брата Константијна Хајгенса, започео изградњу телескопа 1650. године и открио први уочени месец са орбитом око Сатурна са једним од телескопа које су они израдили. То је био шести месец икад откривен, након Земљиног Месеца и Галилејевих месеца Јупитера.

## Орбиталне особине
| Велика полуоса   | 1,221,870                               |
| Ексцентрицитет   | 0.0288                                  |
| Орбитални период | 15.945 дана                             |
| Инклинација      | 0.34854° (у односу на Сатурнов екватор) |

## Физичке карактеристике
| Средња вредност пречника  | 2576 ± 2.00 (0.404 Земаљских)              |
| Површина                  | 8.3×107                                    |
| Маса                      | (1.3452 ± 0.0002)×1023 (0.0225 масе Земље) |
| Средња густина            | 1.8798 ± 0.0044                            |
| Екваторијална гравитација | 1.352 (0.14 G)                             |
| Друга космичка брзина     | 2.639                                      |
| Ротација                  | синхрона са периодом револуције            |
| Нагиб осе ротације        | 0                                          |
| Албедо                    | 0.22                                       |
| Температура               | 93.7 (−179.45 °C)                          |
| Привидна магнитуда        | 7.9                                        |

Научници су уз помоћ радара сонде Касини-Хајгенс утврдили да су највиши врхови Титана мало изнад 3.000 m. До сада највиши откривени се налази у регији са три врха изнад три километра и његова висина износи 3.337 m. Научници ипак сматрају да постоје и већи врхови, али ће за њихово откривање бити потребно прикупљање додатних радарских снимака.
Титан је по својим особинама сличан другим великим сателитима Ганимеду, Калисту и Тритону, а можда и патуљастој планети Плутону.
Грађен је од леда и стена. Унутрашњост му је вероватно диференцирана у неколико слојева, са средишњом језгром пречника од око 3400 km, те неколико слојева леда различитих кристалних структура. Унутрашњост му је можда још увек врућа. Иако по саставу сличан осталим Сатурновим сателитима, Титан је нешто веће густине. Разлог томе је што је довољно велик да покрене процес гравитационе компресије - згушњавања проузроковано властитом тежином.
Летелице Војагер нису откриле постојање значајнијег магнетског поља око Титана.

### Атмосфера
Титан је једини планетарни сателит у Сунчевом систему који има значајнију атмосферу. Атмосфера на површини ствара притисак од чак 1,5 бара, 50% више него на Земљи (на нивоу мора). Атмосфера је по саставу већим делом молекуларни азот (94%), уз аргон (6%) и нешто метана. Може се наћи и вода, те нека органска једињења у траговима (цијановодоник, угљен-диоксид).
Цијановодик је изразито битан јер је неопходан за стварање аминокиселина, основе живота на Земљи. Сматра се да су ови услови слични условима какви су владали на Земљи у време стварања живота, пре него је живот у Земљину атмосферу почео уносити кисеоник.
У вишим слојевима атмосфере, под деловањем сунчеве светлости на метан, угљен-диоксид и друга једињења, настају угљоводоници и још нека једињења. Та се једињења у хладној атмосфери кондензирају те на висини од око 200 km изнад површине стварају слој непрозирних наранџастих облака. Овај процес је сличан процесу стварања смога на Земљи. У новије време, на Титану су уочени и мали облаци који се могу појавити и нестати у само једном дану. Ови су облаци могући извор метанских киша.Титан има три велика угљоводонична језера,а то су Лигеја,Кракен и Пунга
На Титановој површини владају температуре од око 95  (-178 °C), oko 4 K изнад тројне тачке метана. Водени лед на овим температурама не сублимира, па у атмосфери нема много водене паре. Поред споменутих наранџастих облака и свеопште магле, постоје и друге врсте облака, од молекула метана, етана и других једноставних органских молекула. Постоји могућност да метански облаци производе чак и неку врсту „кише” текућег метана на површини, па чак и да постоје реке, ледниции и океани етана (са отопљеним метаном) дубине до 1000 m. Ипак, последња радарска посматрања са Земље нису потврдила ове претпоставке.
Ветрове на Титану, за разлику од већине осталих тела Сунчевог система, не покреће Сунчево зрачење (које је 100 пута слабије него на Земљи) већ плимне силе. Плимне силе на Титану су чак 400 пута јаче него на Земљи. Плимна избочина коју на претпостављеном океану метана ствара Сатурн могла би бити висока и до 100 m. Ова избочина, због Титанове синхронизиране ротације, стоји углавном на истом месту, али због јачања и слабљења плимне силе (током Титановог приближавања и удаљавања Сатурну до којег долази због Титанове елиптичне путање) избочина се периодично повећава и смањује. Компјутерске симулације показале су да висина плимне избочине варира и до 10%.
Сатурнове плимне силе покрећу Титанову атмосферу стварајући плимне ветрове у смеру север-југ (за разлику од ветрова на већим висинама који дувају у смеру исток-запад) брзине и до 1 m/s. Због ниске гравитације и велике густине атмосфере, ветрови ове брзине су много делотворнији него на Земљи, те могу узвитлати прашину.
Слике са Војаџера показале су и разлике у боји између северне и јужне полулопте, те одвојени слој смога који је с остатком био спојен изнад северног пола. Разлике у боји су објашњене утицајем годишњих доба - у време проласка Војагера на северној полулопти је било рано пролеће, а на јужној рана јесен. Постојање одвојеног слоја смога, касније су анализе показале, резултат је атмосферске циркулације у вишим слојевима атмосфере.

## Клима на Титану
Температура на површини Титана је око 94 К, што је око 179,2°С.На овој температури,водени лед има изузетно низак притисак паре,тако да водене паре има само у стратосфери.Титан прима око 
1% сунчеве светлости као Земља.Пре него што сунчева светлост стигне до површине,густа атмосфера апсорбује око 90% светлости, остављајући само 0,1% количине светлости која стиже до Земље.
Метан у атмосфери ствара ефекат стаклене баште 
на површини Титана,без којег би Титан био много хладнији.Насупрот томе, измаглица у атмосфери 
рефлектује сунчеву светлост у свемир,поништавајући део ефекта стаклене баште 
и чинећи његову површину знатно хладнијом од горње атмосфере.

## Рељеф
Због густе атмосфере, није могуће видети Титанову површину у видљивом светлу. Летелица Касини ће мапирати Титанову површину радаром, као што је летелица Магеллан то учинила с Венером. Нешто површинских детаља је видљиво на инфрацрвеним фотографијама телескопа Хабл, па је уочен светлији „континент” на Титановој страни окренутој Сатурну. На основу ових фотографија је одабрано место слетања сонде Хуyгенс.
Доласком летелице Касини добијене су боље слике Титана, на којима се истиче подручје названо Ксанаду. Још увек није сасвим јасно какав је тип терена у питању.

## Jeзера метана и етана
Могућност метанских језера на Титану је први сугерисана на основу података са Војаџера 1 и 2
из 1980. и 1981.године,који су показали да Титан има густу атмосферу отприлике одговарајуће температуре да их подржи,али директни докази нису добијени све до 1995.године,када су подаци са телескопа Хабл указали на постојање језера сличних као мора и океани на Земљи.
Мисија Касини-Хајгенс је потврдила претходно изнету теорију.Када је сонда стигла до Сатурна
2004.године,надала се да ће сунчева светлост која се  рефлектује од његове површине открити језера или океане,али у почетку нису забележене никакве рефлексије.
Мистериозна тамна тачка названа Онтарио Лацус откривена је у близини јужног пола Титана,а касније је утврђено да је то језеро. Могућа обала је такође идентификована у близини пола помоћу радарских слика.
Након пролета 22.јула 2006.године,у којем је радар показао северне географске ширине,уочено је неколико великих,глатких,дакле тамних мрља.
На основу запажања, научници су објавили дефинитивне доказе о језерима испуњеним  метаном.Касини-Хајгенс је закључио да су те мрље на слици сигурно дуго тражена језера,прва стабилна тела течности пронађена изван Земље
Сада је познато је да на Титану ова органска једињења покривају велике површине,у виду неколико великих мора и бројних мањих језера углавном сконцентрисаних на северном полу месеца.Већина ових ,,водених тела,,стиснута је у релативно мали правоугаоник дуг око 1.800 километара и широк око 1.000 километара.
И као што на Земљи постоји добро познат хидролошки циклус,са испаравањем океана у атмосферу,кондензацијом и падавинама и отицањем у море кроз реке, и Титан има веома сличне процесе,примерене екстремно ниској температури.Уместо воде,на Титану кружи метан.
Уочена су и корита река која напајају дата језера,а једна од њих је и река Вид Флумина